# Hershel Gober
Hershel Wayne Gober (ur. 21 grudnia 1936, zm. 15 października 2024) – amerykański działacz państwowy, który dwukrotnie pełnił tymczasowo funkcję sekretarza spraw weteranów Stanów Zjednoczonych w administracji prezydenta Billa Clintona (1997–1998, oraz 2000–2001).

## Życiorys
Urodzony w Monticello w stanie Arkansas uczęszczał na Alaska Methodist University. Przez 20 lat służył w szeregach amerykańskiej marynarki wojennej i piechoty morskiej, w tym w czasie wojny wietnamskiej (odznaczany m.in. Purpurowym Sercem i Srebrną Gwiazdą). Żonaty z Mary Lou Keener.
W czasie, gdy Clinton był gubernatorem Arkansas, Gober był jednym z jego bliskich i zaufanych współpracowników i kierował stanowym departamentem spraw weteranów. Kiedy Clinton został prezydentem, jedną z jego pierwszych nominacji było obdarzenie go stanowiskiem zastępcy sekretarza spraw weteranów, który jest drugim pod względem wielkości departamentem. Piastował je do końca kadencji Clintona.
Mimo formalnie dość niskiej pozycji w administracji Gober faktycznie miał więcej obowiązków i wpływów, niż większość innych wiceministrów. Niektórzy oceniają, iż przez większość czasu to on był faktycznym kierownikiem departamentu. M.in.:
- Doprowadził do podniesienia emerytur żołnierzy, którzy byli jeńcami wojennymi, a także kładł nacisk na zajęcie się najświeższymi weteranami wojny z Zatoce i rozwiązaniu problemu niezidentyfikowanej choroby, na którą wielu z nich cierpiało
- Grał ważną rolę w stworzeniu systemu ubezpieczeń zdrowotnych i lecznictwa w ramach swego resortu, a także reformie zatrudnienia (departament zatrudniał wtedy 219 000 osób i był drugi po departamencie obrony)
- Jeden z inicjatorów i twórców VA Learning University; uczelni umożliwiającej pracownikom departamentu kontynuację nauki

Ponadto był członkiem Rady Planowania i Budżetu, a także występował w wielu misjach z ramienia Clintona, w tym do Wietnamu.
Dwukrotnie formalnie stał na czele resortu.